# Джугастрянська сільська рада
| Джугастрянська сільська рада — орган місцевого самоврядування у Крижопільському районі Вінницької області з адміністративним центром у с. Джугастра. Сільській раді підпорядковані населені пункти: - с. Джугастра - с. Леонівка - с. Петрунівка - с-ще Суха Долина |

## Склад ради
Рада складається з 12 депутатів та голови.

## Керівний склад сільської ради
| ПІБ                       | Основні відомості                                                               | Дата обрання | Дата звільнення |
| ------------------------- | ------------------------------------------------------------------------------- | ------------ | --------------- |
| Гуйван Тимофій Григорович | Сільський голова, 1950 року народження, освіта, безпартійний                    | 26.03.2006   | 31.10.2010      |
| Патратій Юрій Тимофійович | Сільський голова, 1971 року народження, освіта середня спеціальна, безпартійний | 31.10.2010   |                 |

Примітка: таблиця складена за даними джерела